# فرانچسکو بینی
فرانچسکو بینی (انگلیسی: Francesco Bini؛ زادهٔ ۲ ژانویهٔ ۱۹۸۹) بازیکن فوتبال اهل ایتالیا است.
از باشگاه‌هایی که در آن بازی کرده‌است می‌توان به باشگاه فوتبال کرمونزه، باشگاه فوتبال رجینا، و باشگاه فوتبال پیاچنزا اشاره کرد.
وی همچنین در تیم ملی فوتبال زیر ۲۰ سال ایتالیا بازی کرده‌است.